# Rhytiphora
Rhytiphora är ett släkte av skalbaggar. Rhytiphora ingår i familjen långhorningar.

## Dottertaxa tillRhytiphora, i alfabetisk ordning[1]
- Rhytiphora affinis
- Rhytiphora albescens
- Rhytiphora albicollis
- Rhytiphora albocincta
- Rhytiphora albofasciata
- Rhytiphora albolateralis
- Rhytiphora albolateraloides
- Rhytiphora albospilota
- Rhytiphora amicula
- Rhytiphora anaglypta
- Rhytiphora antennalis
- Rhytiphora arctos
- Rhytiphora argentata
- Rhytiphora argenteolateralis
- Rhytiphora argus
- Rhytiphora armatula
- Rhytiphora barnardi
- Rhytiphora basalis
- Rhytiphora basaloides
- Rhytiphora basicristata
- Rhytiphora bispinosa
- Rhytiphora buruensis
- Rhytiphora cana
- Rhytiphora capreola
- Rhytiphora cinerascens
- Rhytiphora cinnamomea
- Rhytiphora corrhenoides
- Rhytiphora cretata
- Rhytiphora crucensis
- Rhytiphora cruciata
- Rhytiphora dallasii
- Rhytiphora dawsoni
- Rhytiphora decipiens
- Rhytiphora delicatula
- Rhytiphora dentipes
- Rhytiphora deserti
- Rhytiphora detrita
- Rhytiphora devota
- Rhytiphora dunni
- Rhytiphora farinosa
- Rhytiphora fasciata
- Rhytiphora ferruginea
- Rhytiphora fraserensis
- Rhytiphora frenchi
- Rhytiphora frenchiana
- Rhytiphora fumata
- Rhytiphora gallus
- Rhytiphora heros
- Rhytiphora iliaca
- Rhytiphora intertincta
- Rhytiphora lanosa
- Rhytiphora lateralis
- Rhytiphora laterialba
- Rhytiphora laterivitta
- Rhytiphora leucolateralis
- Rhytiphora mac-leayi
- Rhytiphora maculicornis
- Rhytiphora marmorata
- Rhytiphora marmorea
- Rhytiphora mista
- Rhytiphora mjobergi
- Rhytiphora modesta
- Rhytiphora morata
- Rhytiphora multispinis
- Rhytiphora multituberculata
- Rhytiphora neglectoides
- Rhytiphora neglectus
- Rhytiphora nigroscutellata
- Rhytiphora nigrovirens
- Rhytiphora obenbergeri
- Rhytiphora obliqua
- Rhytiphora obscura
- Rhytiphora obsoleta
- Rhytiphora ocellata
- Rhytiphora ochreobasalis
- Rhytiphora ochreomarmorata
- Rhytiphora ochrescens
- Rhytiphora odehwani
- Rhytiphora parafarinosa
- Rhytiphora parantennalis
- Rhytiphora pedicornis
- Rhytiphora petrorhiza
- Rhytiphora piligera
- Rhytiphora piperitia
- Rhytiphora polymita
- Rhytiphora posthumeralis
- Rhytiphora pulcherrima
- Rhytiphora pulverulea
- Rhytiphora regularis
- Rhytiphora rosei
- Rhytiphora rubeta
- Rhytiphora rubriventris
- Rhytiphora rugicollis
- Rhytiphora sannio
- Rhytiphora satelles
- Rhytiphora saundersii
- Rhytiphora sellata
- Rhytiphora simsoni
- Rhytiphora sospitalis
- Rhytiphora spinosa
- Rhytiphora subargentata
- Rhytiphora subregularis
- Rhytiphora tenimberensis
- Rhytiphora timorlautensis
- Rhytiphora torquata
- Rhytiphora transversesulcata
- Rhytiphora truncata
- Rhytiphora tuberculigera
- Rhytiphora uniformis
- Rhytiphora ursus
- Rhytiphora wallacei
- Rhytiphora variolosa
- Rhytiphora waterhousei
- Rhytiphora vermiculosa
- Rhytiphora vestigialis
- Rhytiphora viridescens
- Rhytiphora viridis